# Jeanne de Salzmann
Pour les articles homonymes, voir Salzmann.
Jeanne de Salzmann, née Jeanne Allemand, souvent appelée Mme de Salzmann, née le 26 janvier 1889 à Reims et morte le 24 mai 1990 à Paris 16e, est une élève de Georges Ivanovich Gurdjieff, reconnue comme son adjoint par beaucoup d'autres élèves de Gurdjieff.

## Biographie
Fille de l'architecte suisse Jules Louis Allemand et de la française Marie Louise Matignon, elle étudie le piano au Conservatoire de musique de Genève et ensuite, à partir de 1912, la danse et la rythmique avec Émile Jaques-Dalcroze, dans son Institut de Hellerau, en Allemagne, où elle fait la connaissance du peintre russe Alexandre de Salzmann, qu'elle épouse le 6 septembre 1912 à Genève et dont elle aura une fille, Nathalie (1919-2007). A cause de la  Première Guerre mondiale l'Institut de Jaques-Dalcroze doit fermer ses portes et le couple s'établit à Tiflis, dans le Caucase russe, où elle enseigne la danse avec la méthode Dalcroze. En 1919 le compositeur russe Thomas de Hartmann les présente à Gurdjieff, dont elle sera d'abord l'étudiante puis la plus proche collaboratrice, jusqu'à sa mort à Paris en 1949. Elle a été chargée par lui  de la transmission après sa mort de ses mouvements et enseignements à travers la Fondation Gurdjieff de New York, l'Institut Gurdjieff de Paris et d'autres groupes formels et informels à travers le monde.
Elle transmit ses danses pour la réalisation du film Rencontres avec des hommes remarquables, adaptation cinématographique de l'autobiographie de Gurdjieff.
Elle est ensevelie au Cimetière des Rois à Genève.
Après sa mort, son fils Michel de Salzmann (1923-2001) a pris la tête de l'organisation et a fait paraître un ouvrage basé sur les cahiers qu'elle a écrit pendant ses 40 ans de collaboration avec Gurdjeff.